# Śląsk Wrocław (piłka ręczna)
Śląsk Wrocław – polski klub piłki ręcznej z Wrocławia, występujący w Superlidze. Jeden z najbardziej utytułowanych  polskich klubów, zdobył 15 tytułów Mistrza Polski, 6-krotnie osiągał wicemistrzostwo, a 7 razy sięgał po Puchar Polski. Swoje mecze rozgrywa w Hali Orbita. Sekcja piłki ręcznej WKS Śląska Wrocław została wycofana z rozgrywek Ekstraklasy w 2010 roku. Obecnie zespół występuje w rozgrywkach Ligi Centralnej, jako Śląsk Wrocław Handball. Zespół po 12 latach gry na zapleczu Superligi, w sezonie 2023/24 zdobył mistrzostwo Ligi Centralnej i awansował do najwyższej klasy rozgrywkowej.

## Historia
Sekcja piłki ręcznej – w ramach wielosekcyjnego Śląska Wrocław – została utworzona w 1955. Jej założycielem był Kazimierz Frąszczak. Drużynę zgłoszono do rozgrywek piłki ręcznej jedenastoosobowej. Rok później uzyskała awans do I ligi. W ciągu dziesięciu lat startów klub zdobył osiem mistrzowskich tytułów (1957, 1958, 1961, 1962, 1963, 1964, 1965, 1966). Na kartach historii zapisały się takie osoby jak Ryszard Bartoń, Bernard Przybyła, Adolf Pietrek, Kazimierz Frąszczak, Jan Urbańczyk, Engelbert Jezusek, Ernest Kasperek, Edward Graczyk, Piotr Kulik czy Paweł Botor. W ciągu dziesięciu lat startów w tej odmianie piłki ręcznej wrocławianie triumfowali aż ośmiokrotnie (1957, 1958, 1961, 1962, 1963, 1964, 1965, 1966).
Największe sukcesy drużyna z Wrocławia święciła w latach 1972–1978. Trenerem zespołu był Bogdan Kowalczyk, a w klubie grali tacy zawodnicy jak: Jerzy Klempel (król strzelców IO w Montrealu i Moskwie oraz mistrzostw świata w 1978 i 1982), Daniel Waszkiewicz, Zdzisław Antczak, Zbigniew Tłuczyński, Andrzej Sokołowski. Wrocławianie siedmiokrotnie z rzędu wygrywali mistrzostwo Polski i raz triumfowali w Pucharze Polski. W 1978 roku dotarli do finału Pucharu Europy (obecnie Liga Mistrzów), gdzie przegrali z niemieckim SC Magdeburg. W sezonie 1981/1982 drużyna wywalczyła dublet, sięgając po mistrzostwo i po puchar.
Po raz ostatni Mistrzem Polski Śląsk został w 1997. Trenerem był Jerzy Klempel, a w zespole grali wtedy:
- Szymon Ligarzewski,
- Ryszard Antczak,
- Piotr Czaczka,
- Krzysztof Mistak,
- Szymon Szczucki,
- Łukasz Szczucki,
- Daniel Grobelny,
- Jacek Będzikowski,
- Marek Budny,
- Grzegorz Garbacz,
- Robert Lewicki,
- Marek Stopczyński,
- Tomasz Folga,
- Przemysław Pitoń,
- Filip Kliszczyk,
- Krzysztof Górniak.

W związku z piętrzącymi się problemami finansowymi działacze klubu zdecydowali wycofać sekcję piłki ręcznej z rozgrywek ekstraklasy po zakończeniu sezonu 2009/2010. W 2011 roku podjęto próbę reaktywacji drużyny – zespół, tym razem niepowiązany z wielosekcyjnym Śląskiem, został zgłoszony do rozgrywek II ligi w sezonie 2011/2012. W tym samym sezonie wywalczył awans na drugi poziom rozgrywkowy, na którym rozgrywał swoje mecze przez następne dwanaście lat. W sezonie 2023/24 Śląsk zdobył mistrzostwo Ligi Centralnej i tym samym awansował do Superligi. W swoim pierwszym meczu na najwyższym szczeblu rozgrywkowym od czasu likwidacji sekcji ulegli Gwardii Opole przegrywając u siebie 22:20.

## Nazwy klubu
| Lata      | Nazwa                                         |
| --------- | --------------------------------------------- |
| 1947–1998 | Wojskowy Klub Sportowy Śląsk Wrocław          |
| 1998–1999 | WKS Śląsk-Cussons Wrocław                     |
| 1999–2008 | WKS Śląsk Wrocław                             |
| 2008–2011 | Wrocławski Klub Sportowy AS-BAU Śląsk Wrocław |
| od 2020   | WKS Śląsk Wrocław                             |

## Sukcesy

### Krajowe
Piłka ręczna 11-osobowa:
- Mistrzostwo Polski: 8x – 1957, 1958, 1961, 1962, 1963, 1964, 1965, 1966.
- 3 Miejsce: 1x – 1959

Piłka ręczna 7-osobowa (halowa):
- Mistrzostwo Polski: 15x – 1958, 1961, 1962, 1963, 1965, 1967, 1972, 1973, 1974, 1975, 1976, 1977, 1978, 1982, 1997.
- Wicemistrzostwo Polski: 6x – 1966, 1969, 1970, 1971, 1980, 1998.
- 3 miejsce: 14x – 1957, 1968, 1979, 1981, 1983, 1986, 1988, 1989, 1995, 1996, 2000, 2002, 2003, 2004.
- Puchar Polski: 7x – 1959, 1965, 1969, 1976, 1981, 1982, 1989

- 1 Liga Centralna: 1x - 2023/2024

### Międzynarodowe
- Liga Mistrzów
  - Finał (1): 1977/1978 (Puchar Europy Mistrzów Krajowych)
  - 1/16 finału (1): 1997/1998
- Puchar EHF
  - 1/8 finału (1): 2004/2005
- EHF European Cup
  - 1/2 finału (1): 2000/2001
  - 1/4 finału (1): 1994/1995